# Moszkva tér (film)
A Moszkva tér 2001-ben bemutatott magyar filmvígjáték, a Színház- és Filmművészeti Egyetemen végzett Török Ferenc vizsgafilmje. Külső jeleneteinek nagy részét jól felismerhető budapesti helyszíneken vették fel, így többek közt a címadó Moszkva téren, a II. Rákóczi Ferenc Gimnáziumban, az Alagútban, a Gellért gyógyfürdőben, a Keleti Károly utca és a Kis Rókus utca találkozásánál, a Gyorskocsi utcai Pajtás Étteremnél, a Szabadság hídon, a Duna-parton stb.
A filmben archív felvételeken, magyar és külföldi híradórészleteken keresztül megjelenik az 1989-es nyár több hazai történelmi eseménye, így többek között Nagy Imre újratemetése, Kádár János halála és temetése, valamint az abban az évben valóban megtörtént érettségitétel-kiszivárogtatási botrány is.
Néhány kritikus a történelmi aspektusából eredően a két évvel később bemutatott Good bye, Lenin! című német filmdrámával állította párhuzamba.

## Történet
A film a rendszerváltás idején, 1989-ben játszódik Budapesten. A történet 1989. április 27-én, a főszereplő 18. születésnapján veszi kezdetét. Az éppen érettségiző fiataloknak természetesen a legkisebb gondjuk is nagyobb annál, mint hogy a politikai változásokat figyeljék. A négy főszereplő (Petya, Kigler, Rojál, Csömör) éli az életét, várja a bulicímeket a Moszkván, megszerzi az érettségi tételeket és még persze vonatjegyet is hamisít.
A filmben van egy időbeli tévedés is, amikor bejelenti a tanár úr, hogy a történelem érettségi tételekből lemaradnak az 1945 utáni történelemmel foglalkozó tételek: ez a visszaemlékezők egy része szerint nem 1989-ben, hanem 1988-ban történt.

## Szereplők
- Karalyos Gábor – Petya
- Balla Eszter – Zsófi
- Pápai Erzsi – Boci mama (Éva)
- Béres Ilona – Igazgatónő
- Csatlós Vilmos – Kigler
- Réthelyi András – Csömör
- Szabó Simon – Rojál (Király Zsolt)
- Jávor Bence – Ságodi
- Kovács Zsolt – Osztályfőnök
- Csuja Imre – Jani bá, Kigler apja
- id. Vajdai Vilmos – érettségi elnök
- Éry-Kovács Zsanna – Szilágyi
- Halmi Fanni – Kamarás
- Szanitter Dávid – Zsófi pasija
- Kovács Péter – Péter
- ifj. Nemes János – Házigazda
- Zana László – Telepvezető
- Őri Gábor – Buszsofőr
- Tóth Béla – Taxisofőr
- Nagy István – Szomszéd
- Keszég László – Főtörzs
- Vicei Zsolt – Tizedes
- Nemes János – Zsófi apja
- Vészi Zsuzsa – Zsófi anyja
- Rajnai Gitta – Orosztanárnő

## Alkotók
- Rendező: Török Ferenc
- Forgatókönyvíró: Török Ferenc
- Operatőr: Garas Dániel
- Vágó: Barsi Béla
- Zeneszerző: Temesvári Balázs
- Hangmérnök: Zányi Tamás
- Díszlettervező: Valcz Gábor
- Jelmeztervező: Rajnai Gitta
- Gyártásvezető: Fülöp Gábor
- Producer: Simó Sándor

## Nézettség
A nézettségi adatok szerint 85 787 jegyet adtak el rá.